# قفل

## ALTONSI

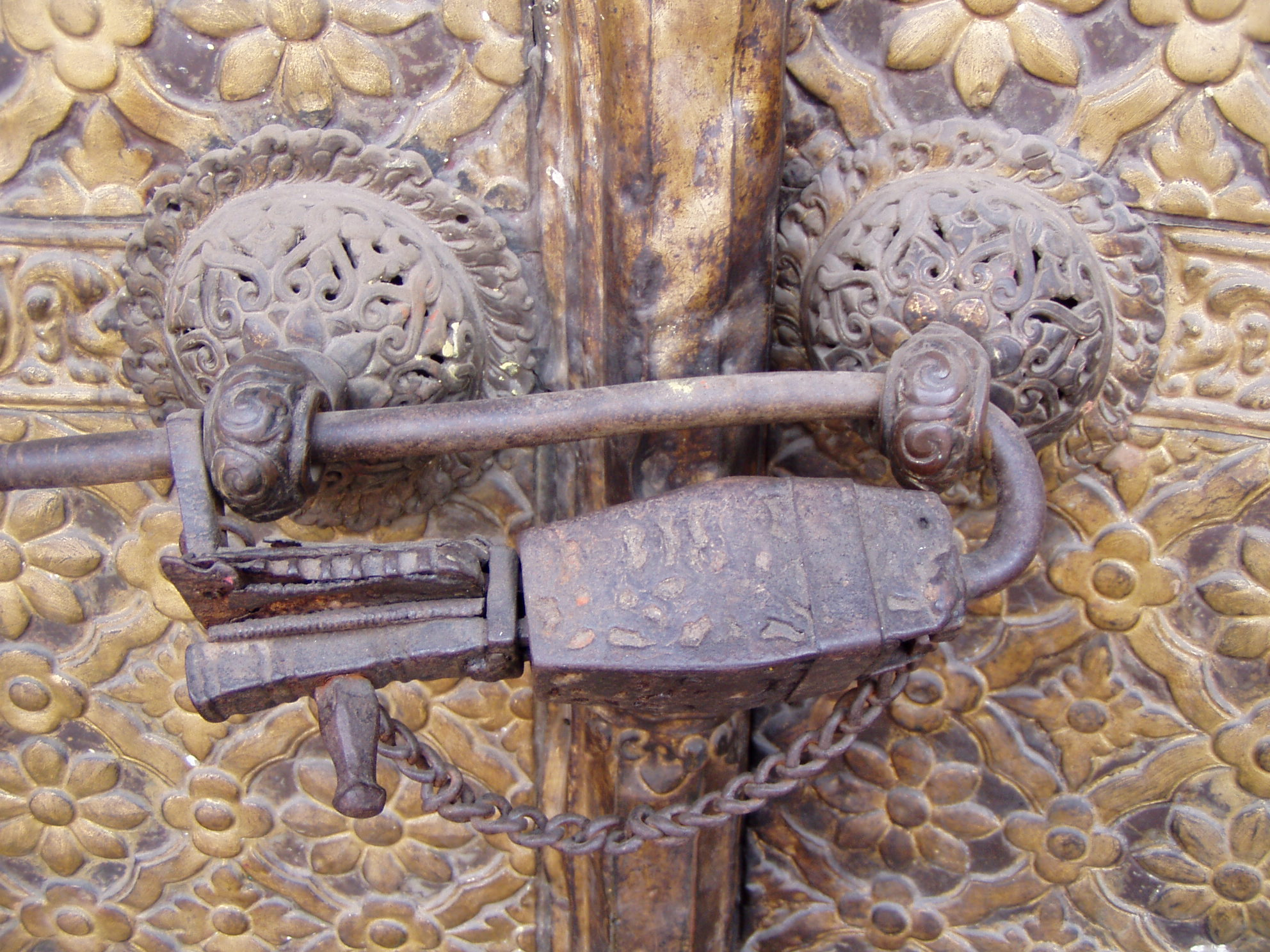
قفل مشبك من زمن العصور الوسطى في كاتماندو.

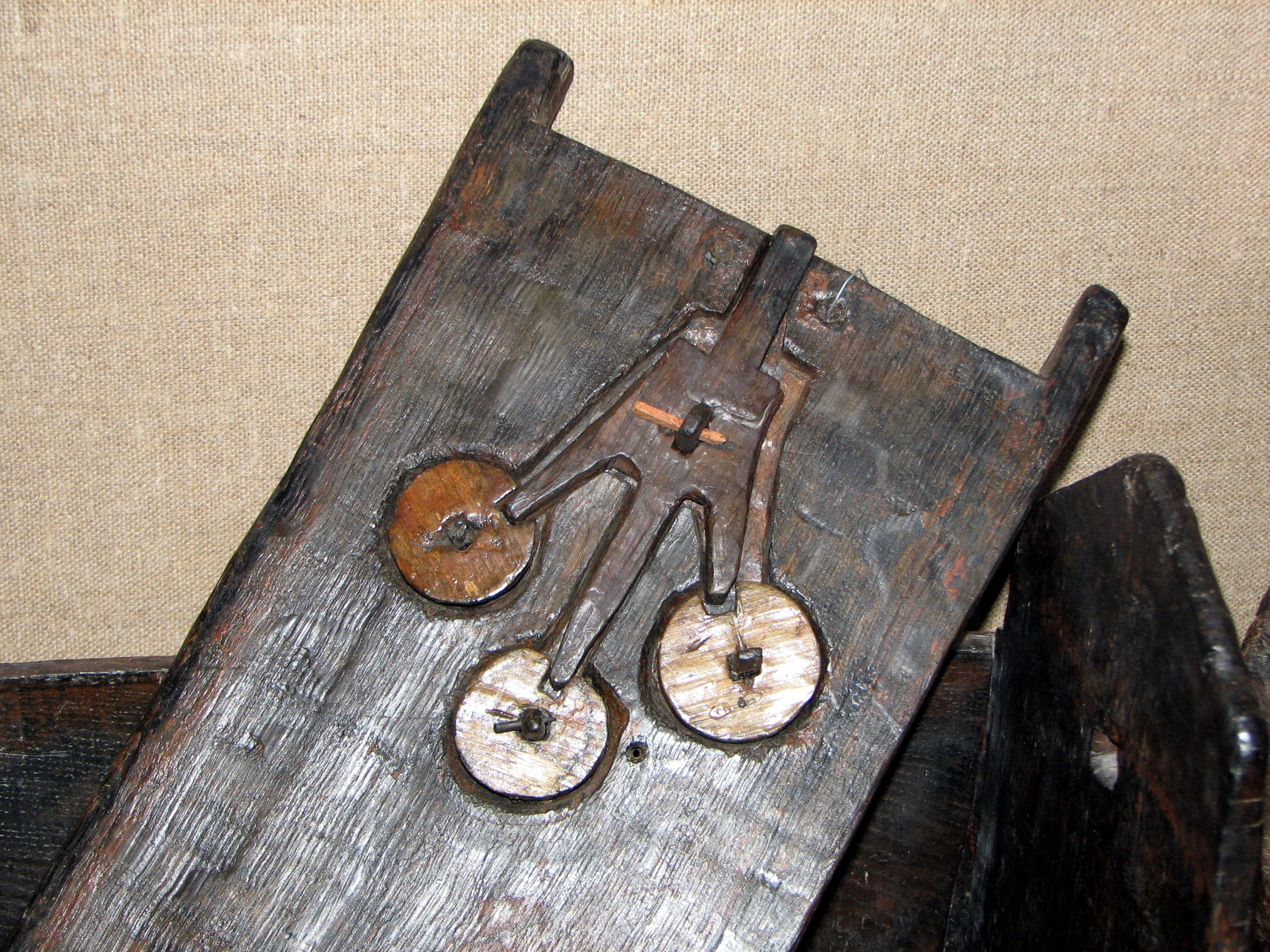
عينة من الأقفال ذات الآلية ثلاثية الحلقات، موجودة في صندوق خشبي تم انتشاله من السفينة السويدية فاسا التي غرقت عام 1628م

يُعتقد أن أول قفل يعمل بالمفتاح قد اُختُرِعَ في مصر القديمة حوالي سنة 2000 قبل الميلاد، وكان عبارةً عن مزلاج خشبي كبير مثبت في البوابة من الخارج. كانت الخوابير التي تسمى بالأوتاد موضوعة في ثقوب في المزلاج لمنعه من التحرك. يقوم المفتاح برفع الأوتاد من الثقوب ليتحرك المزلاج وهكذا تنفتح البوابة ذات القفل.
ثم تطورت الأقفال بعد ذلك بناءً على ثلاث قواعد رئيسية للإغلاق: 1- قاعدة الرَّوافع و2- قاعدة الريشة - الوتد و3- قاعدة المسننات. لقد اخترع قدماء الرُّومان قاعدة المسننات. تتضمن الآلية المكونة لأقفال المشبك وغيرها من الأقفال المسننة، سلسلة من الأسنان (العوائق)، التي يجب على المفتاح اجتيازها لفتح المزلاج. كانت الأقفال المسَّننة أكثر الأقفال انتشاراً حتى منتصف القرن التَّاسع عشر، ولا يزال الكثير منها يستعمل إلى الآن.
أبتكرت قاعدة الروافع في أواخر القرن الثامن عشر الميلادي. يوجد للأقفال ذات الرافعة ذراع أو أكثر في أنظمتها الآلية. لابد من رفع الأذرع إلى ارتفاع ما، قبل تحريك المزلاج. كما أنه بإمكان المفتاح الأصلي فقط أن يرفع الذراع إلى الارتفاع الدقيق المطلوب لتحريك المزلاج.

## آلية عمل قفل الباب
حسبما جاء في الموسوعة العربية العالمية عن آلية عمل المفتاح أنه يوضع في آلية إغلاق أسطواني. وتقوم أخاديد المفتاح بإرغام الريش على التراص بانتظام. وهذا الفعل يحرر المفتاح ليدور، وبهذا تعمل الكامة.

إحدى آليات عمل بعض أنواع الأقفال والمفاتيح.

كل قفل من أقفال الأبواب له شكل ما من أشكال المزلاج الذي يمنع فتح الباب دون مفتاحه. في أكثر أقفال الأبواب ينزلق المزلاج إلى داخل لوحة معدنية في إطار الباب، وتتحكَّم قطعة معدنية طويلة وصغيرة العرض، تُسَمَّى حدبة تحويل الحركة (كامة) في حركة المزلاج. إذ تكون الحدبة مثبتة في آلية إغلاق أسطواني مثبتة على الباب أو فيه.
ويستخدم الإنسان مفتاحاً لفتح قُفل الباب من الخارج، بينما يغلق ويفتح الباب من الداخل، بإدارة مفتاح أو مقبض. وحينما يُدخِل شخص ما المفتاح الصحيح في قفل الباب، تجبر أخاديدُ المفتاحِ الأوتادَ أو الألواحَ المعدنية (الرّيَش) على التَّراصِّ في صف منتظم. وحينما تصطف الريش بانتظام في خط واحد، يصبح المفتاح حرًا وتنشط الحدبة. وتقوم بتحريك المزلاج بين الباب وإطاره بيسر.
المزاليج المستعملة في أكثر أقفال الأبواب زنبركية أو ثابتة. إلا أن المزاليج الزنبركية هي النوع الأكثر شيوعاً، وهي سهلة الاستخدام لأنها لا تحتاج إلى مفتاح لإغلاقها أو فتحها. وحينما يُغلق الباب تُطْبقُ المزاليج الزنبركية بسهولة على إطار الباب، وتَثْبُت في مكانها بوساطة زنبرك معدني. إلا أن الأقفال ذات المزاليج الزنبركية لا توفر أماناً كافياً.
أما المزاليج الثابتة فهي أكثر أنواع المزاليج أماناً، ويُثَّبَتُ معظمها في إطار من الفولاذ على الباب من الداخل. ويمكن قفل المزاليج الثابتة بمفتاح من الخارج، وكذلك بإدارة مقبض صغير من الداخل، بينما تُثَّبَتُ أنواع أخرى منها في الباب، ويتم التحكم فيها بواسطة الحدبة. توصف هذه المزاليج بأنها ثابتة وتُسَّمى بذلك، وذلك لانعدام إمكانية فتحها بطريقة الرفع إطلاقاً.

## من أنواع الأقفال
هناك عدة أنواع من الأقفال وكلها تقريباً تحتاج لمفتاح يفتحُها. وهناك أنواع أخرى لا تحتاج لمفتاح مثل الأقفال التوافقية والأقفال الموقوتة والأقفال ذات السلسلة وبعض الأقفال الإلكترونية لبعض الأبواب.
وقد جاء ني نس المصدر السابق أن أنواع الأقفال الستة الأكثر انتشاراً هي: 1- أقفال الحافة 2- الأقفال المتساطحة 3- الأقفال الأنبوبية 4- الأقفال الأسطوانية 5- أقفال المشبك 6- الأقفال التوافقية. كل واحد من هذه الأنواع، له شكل وتصميم خاص به ويعمل بطريقة مختلفة.

### قفل الحافة

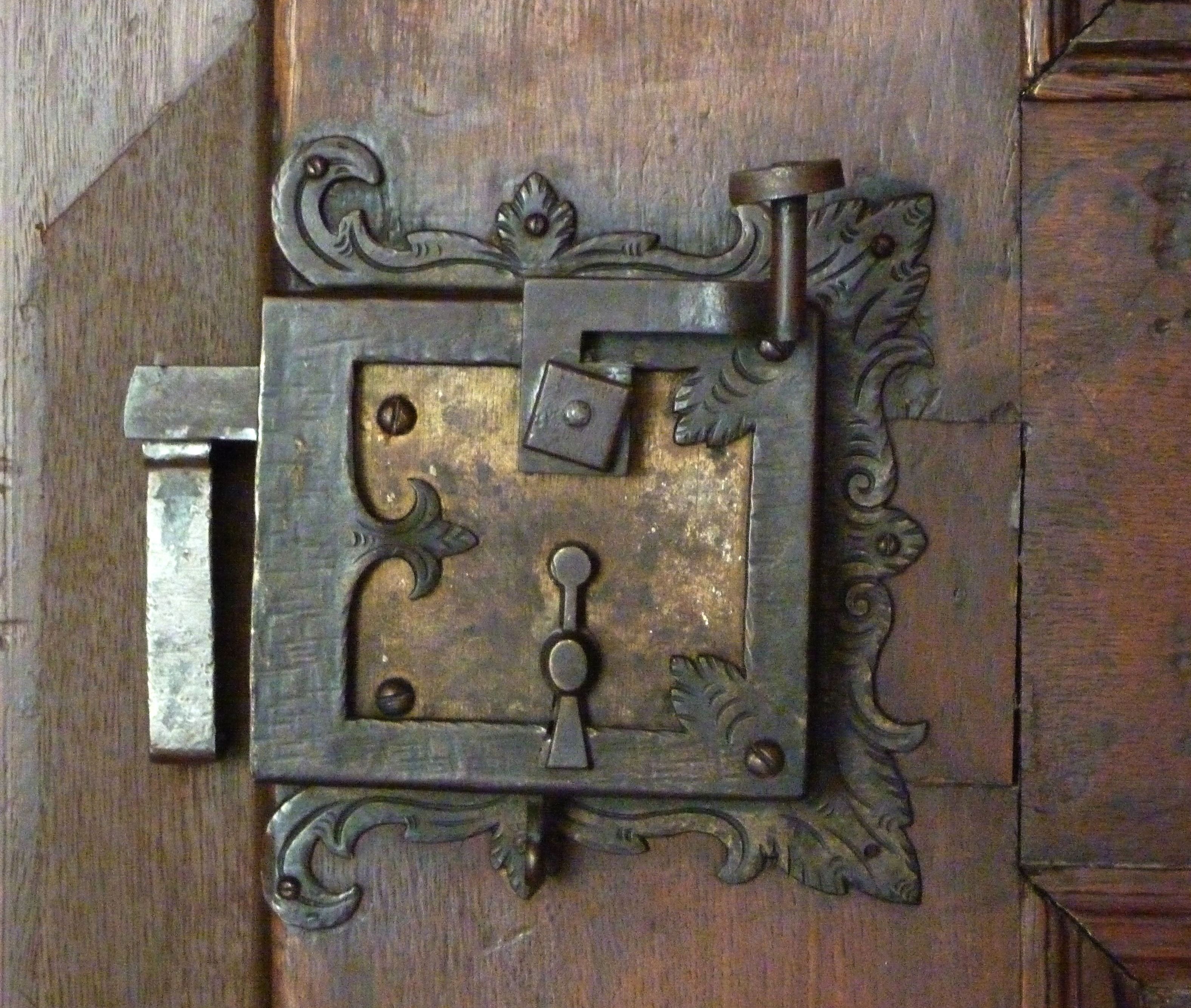
قفل حافة قديم.

هو قفل يتكون من مزلاج آلي يحيط به إطار ويتم تثبيته على الواجهة الداخلية للباب. تتيح أقفال الحافة أماناً إضافياً للأبواب التي تم تزويدها بقفل أو أكثر من الأقفال الأخرى. ولقفل الحافة أسطوانة دائرية مثبتة في الباب ويمتد قضيب توصيل من خلال الباب، ويصل الأسطوانة بالمزلاج المثبت. ويمكن فتح أقفال الحافة بمفتاح من الخارج، ويتم فتحه من الداخل بإدارة مقبض أو مفتاح خاص به.

### القفل المتساطح

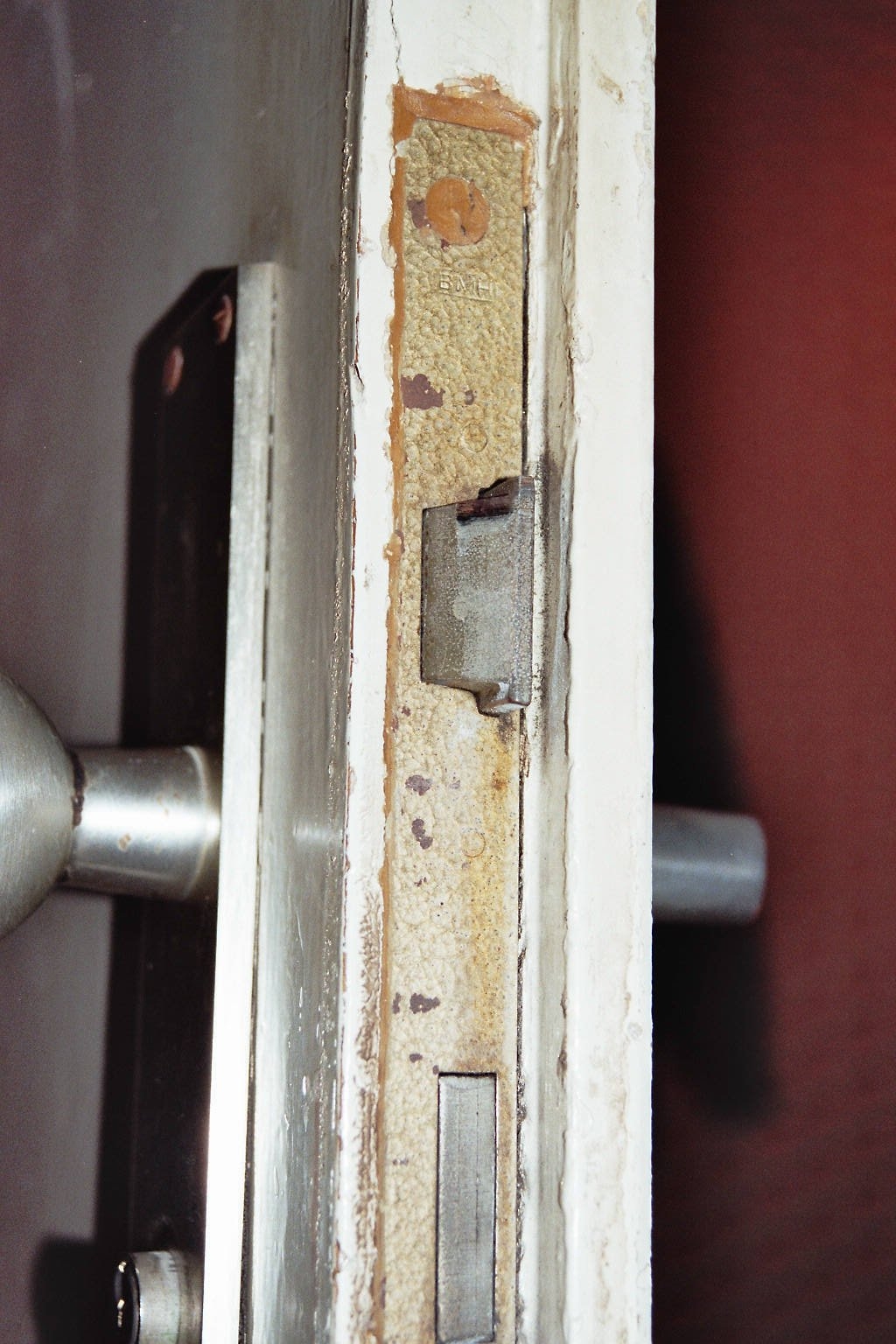
قفل متساطح.

القفل المتساطح يُحفَرُ له في الباب وله مزلاج ثابت وآخر زنبركي. يعمل القفل المتساطح بنظام إغلاق متساطح في الباب، وتدور مقابض الباب بطريقة لولبية داخل آلية الإغلاق. والقفل المتساطح إما أن يكون ذا مزاليج ثابتة أو زنبريكة أو الاثنين معاً. ويتيح المزلاج الثابت الذي يبلغ طوله 2,5 سم درجة أمان عالية. يقوم المفتاح بفتح قفل الباب من الخارج، في حين يَفْتَح البابَ من الدَّاخل مقبضٌ صغيرٌ أو مفتاح. يعتبر القفل المتساطح قوياً للغاية إذا ما ثبت في باب متين.

### القفل الأنبوبي
القفل الأنبوبي له مزلاج وفي أكثر الحالات له مزلاج ثابت موضوع داخل أنبوب متصل بآلية إغلاق. توفر المزاليج الثابتة أماناً إضافياً للأبواب التي تكون مزودة كذلك بقفل أسطواني.

### القفل الأسطواني — قفل المقبض

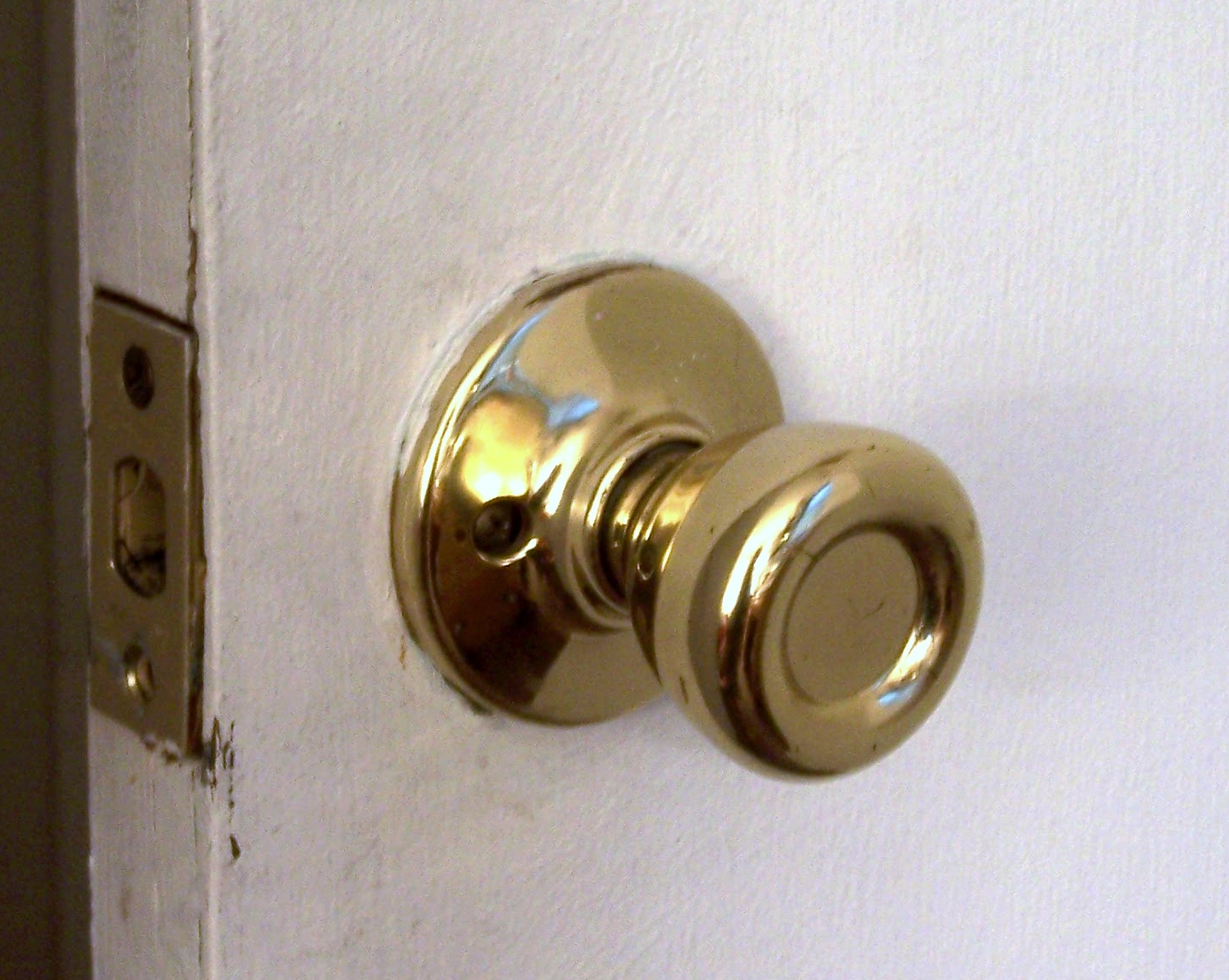
قفل إسطواني (قفل مقبض).

قفل المقبض الذي هو القفل الأسطواني له آلية إغلاق هي جزء من مقبض الباب. يُثبّت القفل الأسطواني على باب المنزل في عدد من الدّول. يسمى هذا النوع من الأقفال أحياناً قفل المقبض وذلك لأن نظام الإغلاق الأسطواني جزء من مقبض الباب. ويتوفر في القفل الإسطواني ثقب للمفتاح في مقبض الباب. أكثرُ الأقفالِ الأسطوانيةِ لها مزلاجٌ زنبركيٌ، وبعضها يدعى بأقفال مقاومة النَّشل، وهي تحتوي على مزاليج ثابتة. يمكن فتح القفل الأسطواني بمفتاح من الخارج، وفتحه من الداخل بمقبض صغير أو بالمفتاح الداخلي.

### القفل المِشْبَكي

إنموذج لقفل المشبك.

القُفْل الحَلْقِي أو القفل المشبكي هو قفل نقال ذا غلاف فولاذي يحتوي بداخله آلية إغلاق. يخرج قضيب معدني منحني نصف دوَّار يُسمَّى المشبك من الغلاف ويثبت حول الجسم. وللاستفادة من القفل، يقوم الشخص برفع القضيب عبر ثقب في الغلاف. وتحتاج الأقفال العادية منه إما إلى ضبط الأرقام أو إلى مفتاح لإطلاق المشبك وفتح القفل. ويستخدم الناس عادة أقفال المشبك لربط شيئين معاً، أو لحماية بعض الممتلكات مثل الصناديق والدَّراجات.

### القفل التوافقي

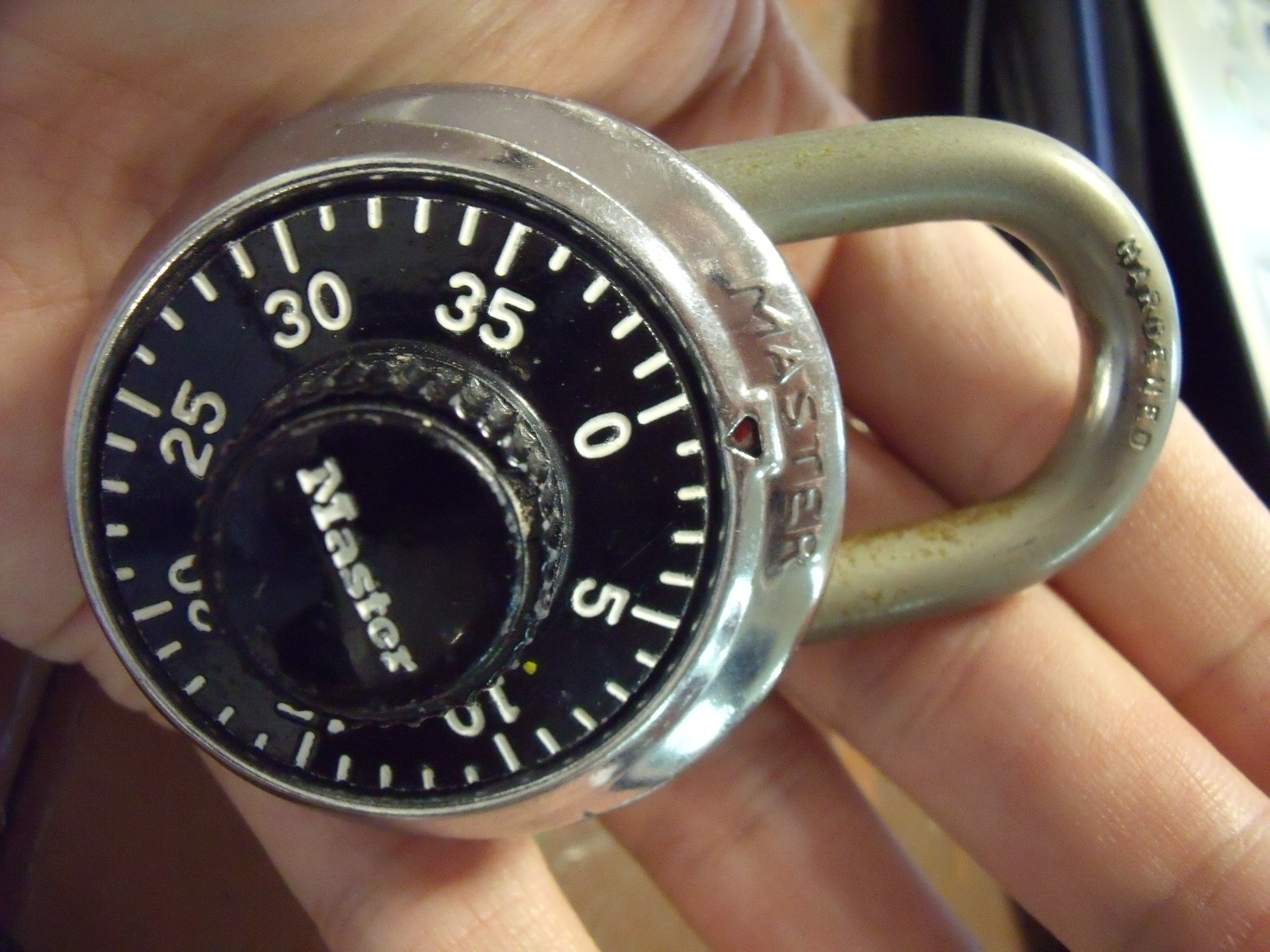
قفل مشبك توافقي.

القفل التوافقي يتكونُ من قرص دائري مرقم يمكن فتحه بإدارة القرص للوصول إلى رقم أو أرقام معينة تختلف من قفل لآخر إذ يعرف صاحب كل قفل أرقام قفله وأحياناً يعرفها غيره. وقرصه مدرج متصل بالريش داخل غطاء القفل. وحين يُدَار القرص لموافقة الأرقام الصحيحة، تصطف الريش الدوارة بانتظام ويفتح المزلاج.
وتعتبر كل من الأرقام، واتجاه دوران القرص المجموعة التوافقية للقفل. تأمين الخزائن الأرضية وخزائن الحوائط يحدث عادة بالأقفال التوافقية. إلا أن الأقفال التوافقية الرخيصة ليست عالية الأمان لأن اللصوص يمكن أن يفتحوها بسهولة.

### القفل الموقوت
القفل الموقوت نوع من الأقفال التوافقية. من غير الممكن فَتْحُه قبل حلول التوقيت الذي يُضبَط عليه. وهو في الغالب ذو مزلاج أو مزاليج إغلاق آلية تعمل بجهاز توقيت.
هناك نوعان من الأقفال الموقوتة:
الأول يُستخدم غالباً في المصارف وخاصة أقبيتها ويتم ضبطه على وقت محدد. ولا يمكن فتحه عن طريق الرقم السري قبل الوقت المحدد مسبقاً.
الثاني يُدعى بقفل تسجيل الوقت. له عدد من المفاتيح. ويقوم ذاتياً عند فتحه بتسجيل رقم المفتاح ووقت الفتح.

### القفل الكهربائي
يمكن تشغيل القفل الكهربائي، بواسطة مفتاح فتح وقفل كهربائي. يبدأ في العمل عندما يدار داخله مفتاح. مثلاً، عند إدارة المفتاح في قفل إشعال السيارة، يتدفق تيار كهربائي من البطارية إلى بادئ التشغيل.

### القفل ذو السلسلة
القفل ذو السلسلة به سلسلة معدنية، تُربط بكل من السَّطح الداخلي للباب وإطاره.

### القفل الإلكتروني

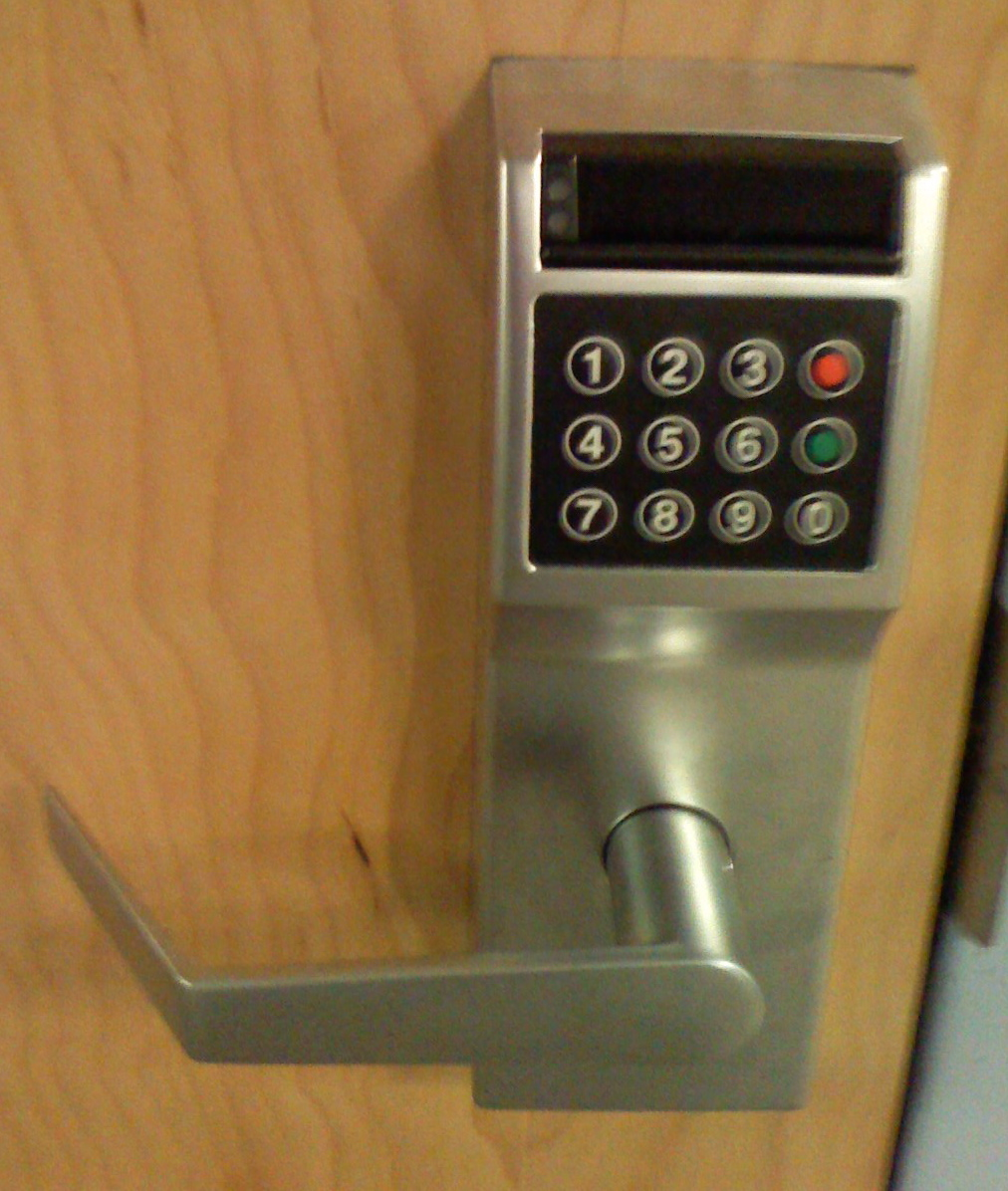
قفل إليكتروني ذو أزرار مرقمة.

القفل الإلكتروني للأبواب، يمكن فتحه عندما توضع بطاقة بلاستيكية مُشَفَّرة في شق على سطح القفل.

## معرض صور

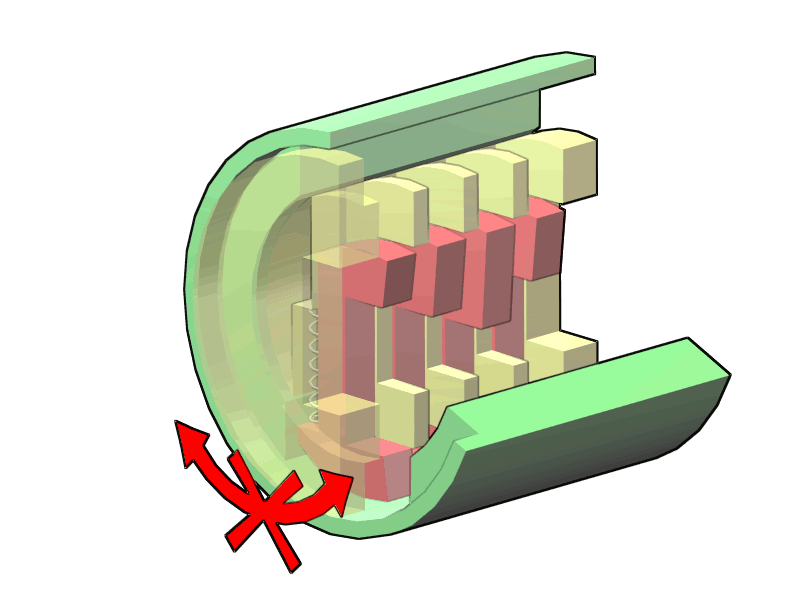
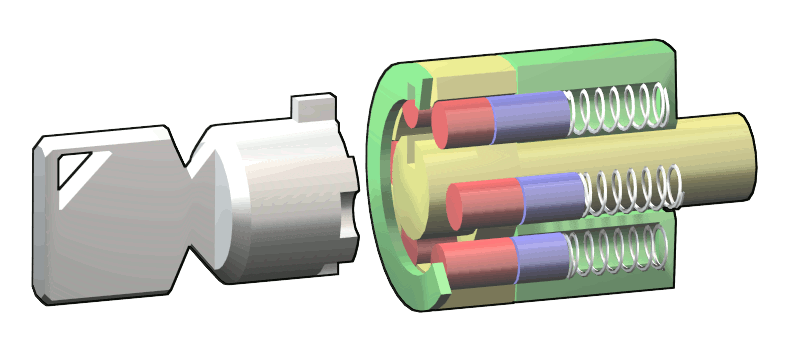